# 7.5 cm 40호 경포

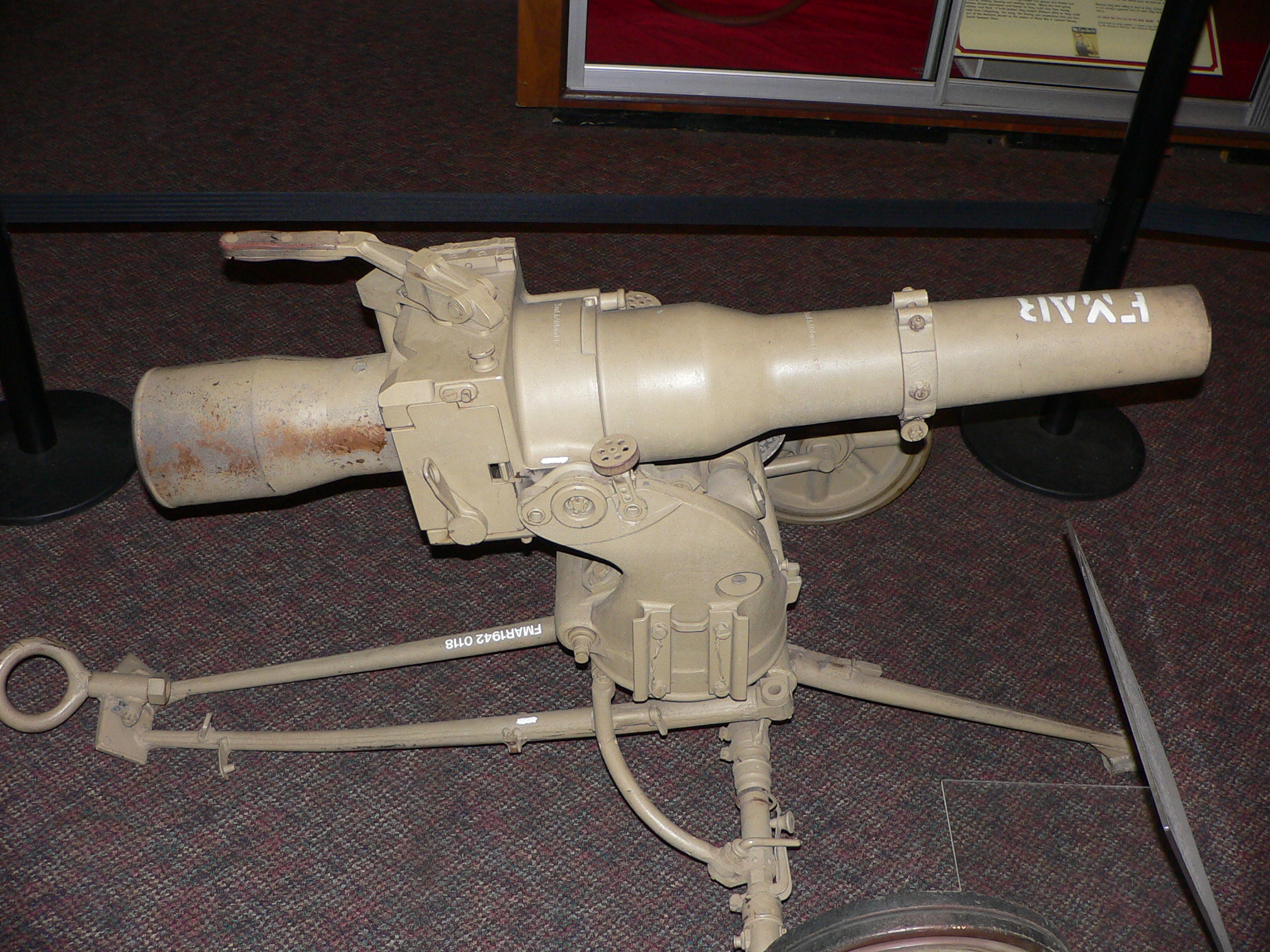

7.5 cm 40호 경포(독일어: 7,5-cm-Leichtgeschütz 40)는 제2차 세계대전 때 독일 육군이 운용한 무반동포다.
라인메탈사는 1937년부터 낙하산병 지원용 중화기 목적으로 무반동포를 개발해왔다. 크루프와 경합한 결과 라인메탈이 승리했다. 처음에는 "1호 경포(LG 1)"라 했으나 연식번호 체계를 따라 "40호 경포(LG 40)"로 재명명되었다.
독일 무반동포의 공통적인 특징은 전용 포탄을 쓰지 않고 일반 포탄을 썼다는 것인데, 40호 경포는 7.5 cm 36호 산포, 7.5 cm 16호 야포 신형과 같은 고폭탄을 사용했다. 그래서 생산라인을 절약할 수 있었지만 무반동포 특유의 탄도이점은 누릴 수 없었다.
40호 경포는 배치된 뒤에 두 가지 문제가 밝혀졌다. 하나는 벤투리 효과로 인해 발사 메커니즘이 스스로를 손상시키게 되는 문제였다. 이것은 포미를 재설계하는 것으로 고칠 수 있었다. 두 번째 문제는 좀더 심각한 것이었는데, 300발 정도를 발사하고 나면 포가가 뒤틀리는 것이다. 이것은 포탄이 강선을 지나면서 발생하는 회전력에 의한 것이었다. 가스배출 노즐 안에 날개를 설치해 회전력을 상쇄시켜서 포가의 부담을 최소화해서 해결했다.
크레타 전투 때 첫 투입된 이후 독일 강하엽병 부대들 사이에 널리 사용되었다. 예컨대 제500SS강하엽병대대가 요시프 브로즈 티토의 암살을 시도했을 때(1944년 행마 작전)도 4문 들고 갔다. 산악병인 산악엽병들도 가벼운 무게 덕에 이 포를 선호했고, 1942년 하반기 캅카스산맥 전역에서 운용했다.

## 참고 자료
- Engelmann, Joachim and Scheibert, Horst. Deutsche Artillerie 1934-1945: Eine Dokumentation in Text, Skizzen und Bildern: Ausrüstung, Gliederung, Ausbildung, Führung, Einsatz. Limburg/Lahn, Germany: C. A. Starke, 1974
- Hogg, Ian V. German Artillery of World War Two. 2nd corrected edition. Mechanicsville, PA: Stackpole Books, 1997 ISBN 1-85367-480-X